# Passiflora costata
Passiflora costata är en passionsblomsväxtart som beskrevs av Maxwell Tylden Masters. Passiflora costata ingår i släktet passionsblommor, och familjen passionsblomsväxter. Inga underarter finns listade i Catalogue of Life.